# Spominske značke Slovenske vojske
Spominske značke Slovenske vojske so priznanja, ki jih podeli minister za obrambo Republike Slovenije oz. od njega/nje pooblaščena oseba, v spomin na pomembne dogodke v slovenski vojaški zgodovini. Odlikovanje je opredeljeno v Pravilniku o priznanjih Ministrstva za obrambo.

## Seznam
- spominska značka Dravograd 1991